# 沖之島
沖之島（日语：／ Okinoshima */?）是日本福岡縣宗像市的小島，位在距離九州本土約60公里的玄界灘之中，全島都是宗像大社的神領，沖津宮鎮座在此。

## 概要

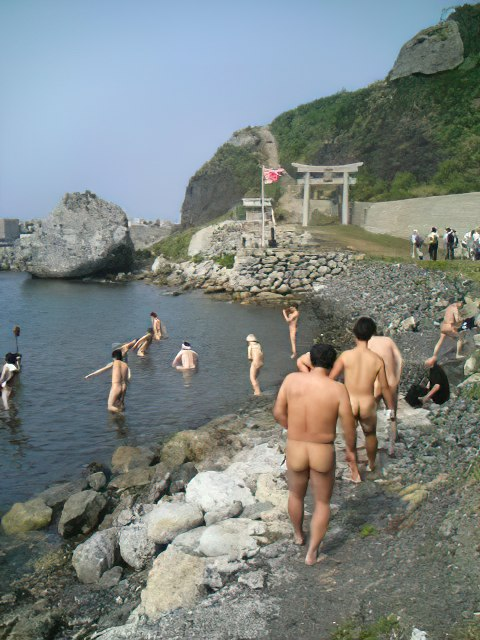
登島前的淨身儀式「禊」

沖之島有「神之島」之稱，島全體是御神體，至今仍維持女人禁制的傳統。男性基本上在毎年5月27日限定兩百人登島以外也禁止上陸，上陸前亦須先全裸入海完成淨身儀式「禊」。
山腹有宗像大社沖津宮，祭祀宗像三女神的田心姫神。現在除了沖津宮的神職以10日交替派遣常駐之外，大致上是座無人島。歷經三次挖掘調查，從沖津宮社殿周邊的23處古代祭祀跡出土約8萬件祭祀遺物，已全部指定為國寶。所以，沖之島被稱作海之正倉院。
2009年（平成21年），作為「神宿之島」宗像·沖之島及相關遺產群的構成遺産之一，追加在世界遺産暫定名單。2017年正式被列入。

## 圖片

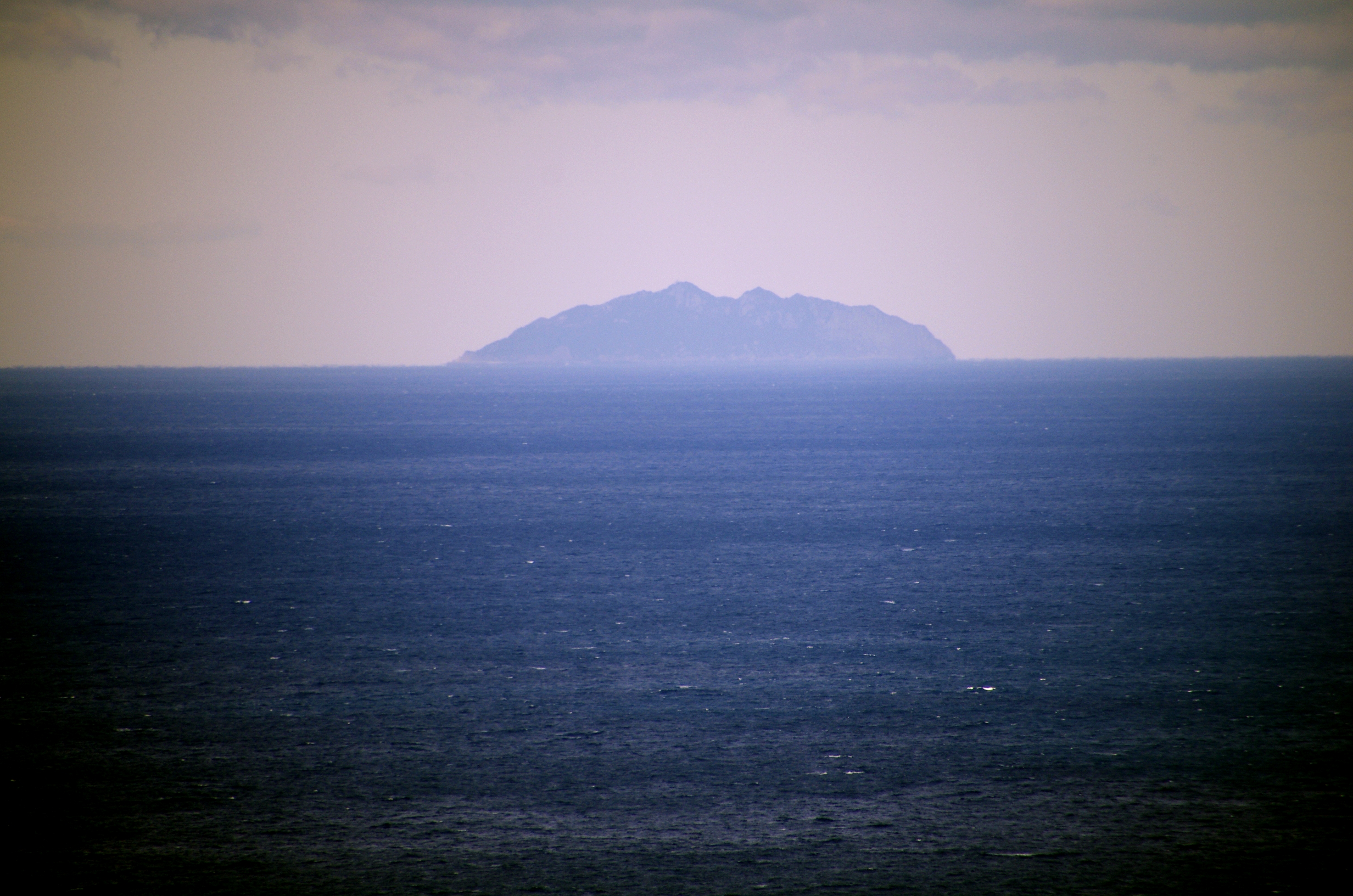
從大島看的全景
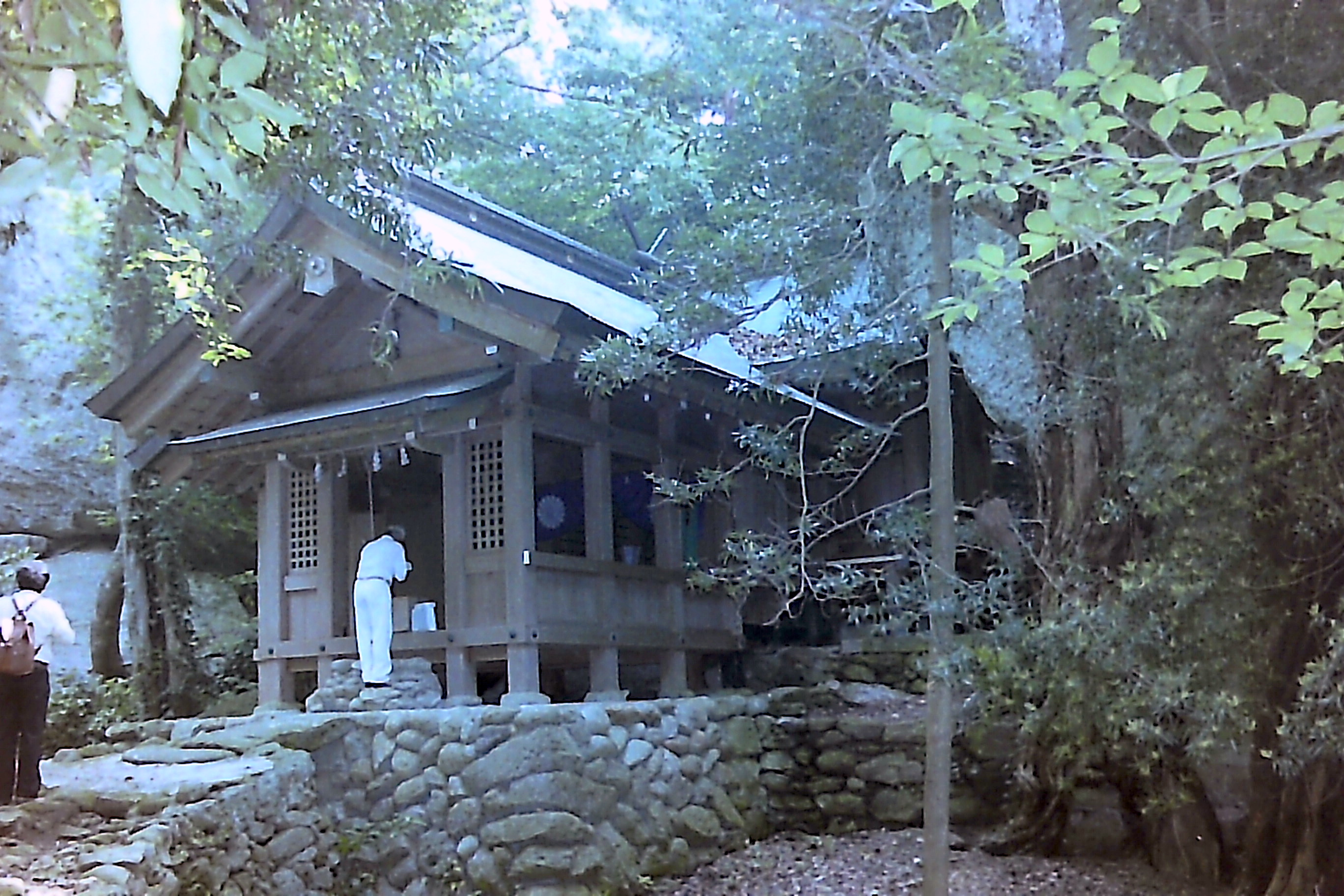
宗像大社沖津宮

## 脚注
1. ↑  藤原新也・安部龍太郎『神の島　沖ノ島』（小学館2013年）。
2. ↑  林翠儀. . 自由時報電子報. 2015-08-03  [2022-02-02]. （原始内容存档于2022-02-03）.
3. ↑  沖ノ島 海の正倉院（福岡県保健環境研究所） 的存檔，存档日期2017-06-03.

## 關連項目
- 阿普拉克辛海军大将号岸防战列舰，在日俄戰爭中被日方俘獲後改名「沖島」

## 外部連結
- UNESCO（联合国科教文组织）世界遗产神宿之岛宗像、冲之岛及相关遗产群 （页面存档备份，存于）
- 地理院地図